# Indonesische Badmintonmeisterschaft 1955
Die Indonesische Badmintonmeisterschaft der Saison 1955/56 fand vom 5. bis zum 8. Januar 1956 in Semarang statt.

## Medaillengewinner
| Disziplin    | Gold                          | Silber                          | Bronze                       |
| ------------ | ----------------------------- | ------------------------------- | ---------------------------- |
| Herreneinzel | Eddy Yusuf                    | Olich Solihin                   | Lie Poo Djian                |
| Dameneinzel  | Yang Weng Ching               | Tjioe Sioe Kiem                 | Khoe Liem Nio                |
| Herrendoppel | Lay Tjie Sing Kwik Hian Sioe  | Masduki Tutang Djamaluddin      | Tan King Gwan Tan King Gie   |
| Damendoppel  | Ong Hong Nio Goei Ing Nio     | Yang Weng Ching Tjioe Sioe Kiem | Tio Siam Tie Teng Koen Liong |
| Mixed        | Tjioe Wie Hong Theng Liem Hwa | Lauw Hian Kong Teng Koen Liong  | Tjan See Khay Ong Hong Nio   |